# Néo-polar
Ne doit pas être confondu avec Néo-polar italien.
Le néo-polar est un genre littéraire apparu à la fin des années 1970 en France.
D'une ambiance souvent violente et macabre, il dénonce la société contemporaine, les scandales politiques, affectionne le monde des marginaux et des exclus. Son terrain de prédilection est la ville et plus spécialement l'univers glauque des banlieues, il n'y a pas nécessairement d'enquête, mais la mort y est présente sous une forme souvent dure, œuvre de psychopathes et de tueurs en séries effrayants.
Dans les années 1970, on assiste à un nouveau tournant dans l'histoire du genre : à la suite de Jean-Patrick Manchette, Pierre Siniac et A.D.G., les romanciers Francis Ryck, Didier Daeninckx, Frédéric H. Fajardie, Thierry Jonquet, Jean Bernard Pouy, Hervé Prudon, Jean Vautrin, Marc Villard, renouent avec l'esprit du roman noir et créent le néo-polar.